# Assembleia da Estremadura

Brasão da Comunidade Autônoma da Estremadura.

A Assembleia da Estremadura é a instituição de autogoverno da Comunidade Autónoma da Estremadura que representa o povo estremenho através dos deputados (65 na atualidade, sendo 35 pela província de Badajoz e 30 pela de Cáceres) eleitos por sufrágio universal, secreto e direto dos cidadãos.
Tem sua sede no antigo Hospital São João de Deus, em Mérida, a capital da Estremadura. Seu atual presidente é Juan Ramón Ferreira Díaz (2010).
Desde as eleições de 27 de maio de 2007, a Assembleia é composta por dois grupos parlamentares:
- Partido Socialista Operário Espanhol (PSOE) — 38 deputados, liderados por Ignacio Sánchez Amor;
- Partido Popular — 27 deputados, liderados por Pilar Vargas Maestre.

A Assembleia da Estremadura exerce o poder legislativo da comunidade autônoma, elege entre os seus membros o Presidente da Junta da Estremadura, promove e fiscaliza a ação da Junta da Estremadura, aprova os orçamentos, etc.

## Presidentes da Assembleia
| Período    | Presidente                     | Presidente | Legislatura      | Fontes |
| Período    | Nome                           | Partido    | Legislatura      | Fontes |
| ---------- | ------------------------------ | ---------- | ---------------- | ------ |
| 1983       | Pablo Castellano               | PSOE       | I Legislatura    |        |
| 1983-1987  | Antonio Vázquez López          | PSOE       | I Legislatura    | [ 1 ]  |
| 1987-1991  | Antonio Vázquez López          | PSOE       | II Legislatura   | [ 2 ]  |
| 1991-1995  | Antonio Vázquez López          | PSOE       | III Legislatura  | [ 3 ]  |
| 1995-1997  | María Teresa Rejas Rodríguez   | IU         | IV Legislatura   | [ 4 ]  |
| 1997-1999  | Manuel Veiga López             | PSOE       | IV Legislatura   | [ 4 ]  |
| 1999-2003  | Manuel Veiga López             | PSOE       | V Legislatura    | [ 5 ]  |
| 2003-2007  | Federico Suárez Hurtado        | PSOE       | VI Legislatura   | [ 6 ]  |
| 2007-2011  | Juan Ramón Ferreira Díaz       | PSOE       | VII Legislatura  | [ 7 ]  |
| 2011-2015  | Fernando Jesús Manzano Pedrera | PP         | VIII Legislatura | [ 8 ]  |
| 2015-2019  | Blanca Martín Delgado          | PSOE       | IX Legislatura   | [ 9 ]  |
| 2019-atual | Blanca Martín Delgado          | PSOE       | X Legislatura    | [ 10 ] |